# Nintendo Network

Logo Nintendo Network

Nintendo Network è un servizio online di Nintendo annunciato il 26 gennaio 2012 ad una conferenza da Satoru Iwata. Ha annunciato alla conferenza che il servizio sarebbe stato disponibile per Nintendo 3DS e Wii U.
Il 24 aprile 2013 è stato reso disponibile anche per PC, smartphone e tablet il Miiverse, un servizio facente parte del Nintendo Network. Miiverse è stato poi chiuso l'8 novembre 2017 per inattività degli utenti.[4]
I primi giochi ad utilizzare il Nintendo Network furono Theatrhythm Final Fantasy, Tekken 3D: Prime Edition e Kid Icarus: Uprising.

## Il servizio
Il nuovo servizio online, a differenza del Nintendo Wi-Fi Connection, permette ai consumatori di collegarsi attraverso la rete a una piattaforma in cui i vari servizi offerti sono disponibili alla comunità Nintendo Network. I vari servizi offerti sono più completi per soddisfare i consumatori e gli stessi consumatori possono richiedere modifiche ai servizi.
Nintendo Network supporta anche la Tecnologia NFC, che permette ai consumatori di pagare i prodotti offerti.

### I servizi online su Wii U e 3DS
- Nintendo eShop
- Miiverse
- Nintendo TVii (solo Wii U)
- Wii U Chat (solo Wii U)

## Nintendo Network ID
Attualmente disponibile su Nintendo Switch, è l'username personale ed unico che l'utente può utilizzare per interfacciarsi con tutti i servizi online offerti da Nintendo come il multiplayer e il Nintendo eShop. Ciò va a sostituire i Codici Amico, ancora presenti sul Nintendo 3DS, ovvero una serie di 12 cifre che identifica il giocatore.